# تومونوري تسونيماتسو
تومونوري تسونيماتسو (باليابانية: 恒松 伴典) (16 يوليو 1976 في كاغوشيما في اليابان - )؛ هو لاعب كرة قدم ياباني سابق كان يلعب كحارس مرمى.

## وصلات خارجية
- تومونوري تسونيماتسو على موقع رابطة كرة القدم اليابانية للمحترفين (اليابانية)